# Erwan Bérot
Pour les articles homonymes, voir Bérot.
Pas d'image ? Cliquez ici

a Compétitions nationales et continentales officielles uniquement.

b Matchs officiels uniquement.
Dernière mise à jour le 13 mars 2024.
Erwan Bérot (né le 2 mars 1988) est un joueur français de rugby à XV qui évolue au poste de centre au sein de l'effectif du FC Auch (1,73 m pour 79 kg).

## Biographie
Erwan Bérot est le fils de l'ancien international Philippe Bérot.

## Palmarès
- Équipe de France des moins de 19 ans
  - Coupe du Monde 2007 : 4 matches dont 3 comme titulaire.
- Champion de France Espoirs 2007